# أحمد المقراني

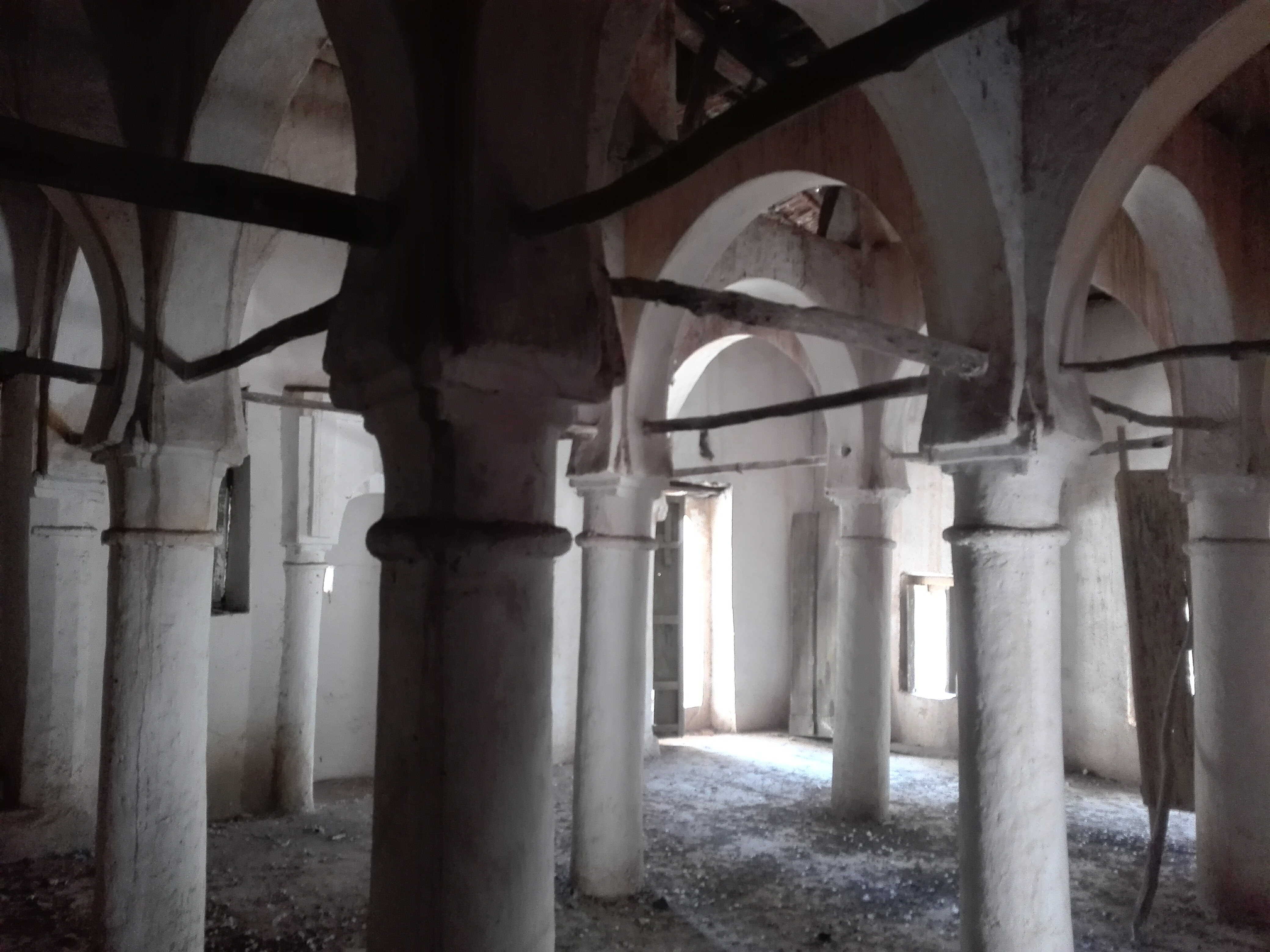
ضريح السلطان أحمد المقراني بقلعة بني عباس.

أحمد المقراني هو زعيم قبائل آيت عباس وحاكم قلعة بني عباس في منطقة القبائل بالجزائر، خلال القرن السادس عشر. خلف أخاه عبد العزيز بن عباس عام 1559، وهو حفيد السلطان الحفصي حاكم بجاية، أبي عباس عبد العزيز. حصل على لقب أمقران وليس سلطان حيث استُبدل لقب الحكم بمصطح قبائلي من المنطقة، حيث تعني كلمة أمقران في اللغة القبائلية الأكبر و الغالب. حمل نسله هذا اللقب بما في ذلك الشيخ المقراني، أحد قادة ثورة 1871.

## مذكرات و مراجع
1. ↑  Benoudjit 1997
2. ↑  Histoire des villes de la province de Constantine : Sétif, Bordj-Bou-Arréridj, Msila, Boussaâda, Laurent-Charles Féraud, Editions L'Harmattan, 2011, page150. نسخة محفوظة 2018-07-20 على موقع واي باك مشين.

## الملاحق

### مقالات ذات صلة
- قلعة بني عباس
- مملكة بني عباس

### فهرس
- La Kalaa des Béni Abbès. Dahlab. 1997. ص. 350. ISBN:9961611322. مؤرشف من الأصل في 2018-11-29. {{استشهاد بكتاب}}: الوسيط |الأول= يفتقد |الأخير= (مساعدة)